# Helvetia Tinde

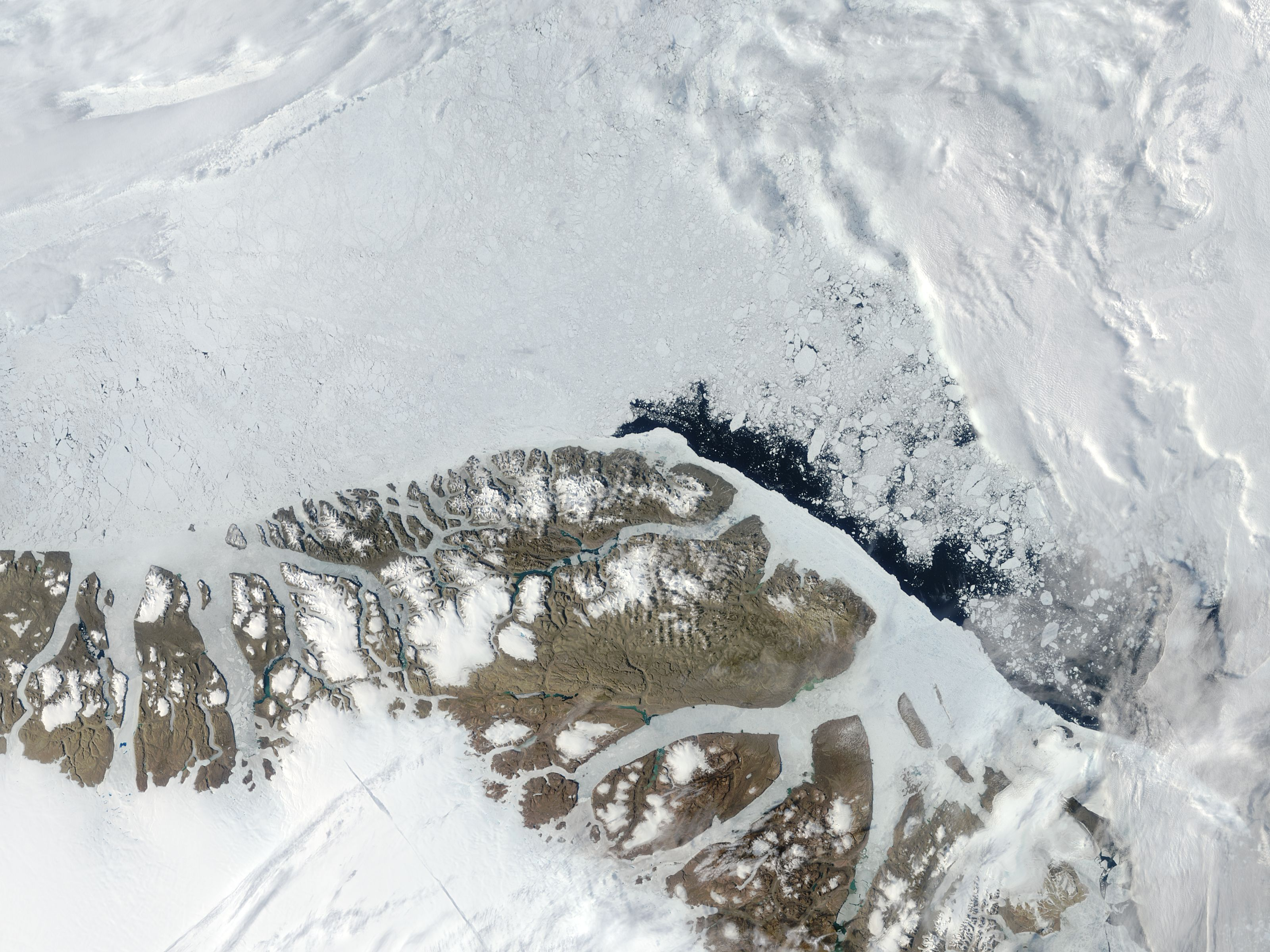
MODIS-Satellitenbild von Peary Land: Roosevelt Fjelde in der Bildmitte, 2004

Die Helvetia Tinde (übersetzt Helvetia Spitze; Qallunaatut) ist ein 1929 m.o.h. hoher grönländischer Berg. Er ist die höchste Erhebung der Roosevelt Fjelde auf Peary Land im Nordost-Grönland-Nationalpark.

## Lage
Der Berg ist 750 Kilometer vom Nordpol entfernt und liegt etwa 40 Kilometer südwestlich von Kap Morris Jesup. Gertrud Rask Land liegt nordwestlich der Helvetia Tinde, nordöstlich endet der Sands Fjord in 15 Kilometer Entfernung. Im Westen führt der A. Harmsworth Gletsjer zum Benedict Fjord, nordöstlich der Nord Gletsjer zum Sands Fjord.

## Geschichte
Der Schweizer Grönlandforscher Erdhart Fränkl und der spätere Glaziologe Fritz Müller durchquerten im August 1953 erstmals den Norden Peary Lands. Vom Frigg Fjord querten sie über die Passlücke Nordpassagen (800 m.o.h., offiziell in «Polkorridoren» umbenannt) die Roosevelt Fjelde zum Sands Fjord und kehrten nach dem Besuch des Kaps Morris Jesup zurück. Fränkl schrieb über den Berg, den er Helvetia Tinde nannte: „Um uns werden die höchsten Berge Nord Peary Lands sichtbar, so auch die Eispyramide der «Helvetia Tinde» …“.
Die Erstbesteigung erfolgte 1969 durch eine britische Joint Services Expedition zur topografischen und geologischen Erkundung. Zuvor war 1958/1959 die US-amerikanische Militärunternehmung Operation Lead Dog gescheitert, da ihre Schlepper und Raupenfahrzeuge nicht vom Inlandeis auf das in Teilen eisfreie Peary Land gelangten. Die zweite Besteigung erfolgte im Juli 2001 durch eine US-amerikanischen Bergsteigergruppe, die die dem Nordpol nächstgelegenen höchsten Gipfel erkundete.

## Belege
1. ↑  Oqaasileriffik: Nunat Aqqi. Helvetia Tinde (ID 13252) auf der Karte über die vom Grönländischen Ortsnamenausschuss offiziell anerkannten Ortsnamen.
2. ↑  Oqaasileriffik: Nunat Aqqi. Karte über die vom Grönländischen Ortsnamenausschuss offiziell anerkannten Ortsnamen.
3. ↑  Erdhart J. Fränkl: Crossing North Peary Land in Summer 1953. Englisch; PDF, abgerufen am 5. März 2025.
4. ↑  Erdhart Fränkl: Rapport über die Durchquerung Nord Peary Lands (Nordgrönland) im Sommer 1953. Meddelelser om Grønland. Band 103 (1955), Nr. 8. S. 18.
5. ↑  Steve Gardiner: North America, Greenland, North Peary Land, North Peary Land, First Ascents, a Traverse of the Peninsula and Confirmation of the World’s Most Northerly Peak. Englisch, Bericht von 2002; abgerufen am 5. März 2025.